# Gérald Thomassin
Gérald Thomassin (Pantin, 8 settembre 1974) è un attore francese.
Sospettato dal 2013 di essere l'autore di un omicidio avvenuto nel 2008, è stato infine scagionato nel 2020. È misteriosamente scomparso a partire dal 29 agosto 2019 e di lui non si hanno più notizie.

## Filmografia

### Cinema
- Le Petit Criminel, regia di Jacques Doillon (1990)
- Contre l'oubli, film collettivo, episodio di Jacques Doillon (1991)
- Calino Maneige, regia di Jean-Patrick Lebel (1996)
- Clubbed to Death (Lola), regia di Yolande Zauberman (1996)
- L'Annonce faite à Marius, regia di Harmel Sbraire (1996)
- Louise (Take 2), regia di Siegfried (1998)
- Un pur moment de rock'n roll, regia di Manuel Boursinhac (1999)
- Uneasy Riders (Nationale 7), regia di Jean-Pierre Sinapi (2000)
- Paria, regia di Nicolas Klotz (2000)
- Une affaire privée - Una questione privata, regia di Guillaume Nicloux (2002)
- Mister V., regia di Émilie Deleuze (2003)
- Itinéraires, regia di Christophe Otzenberger (2006)
- Sheitan, regia di Kim Chapiron (2006)
- Jacquou le Croquant, regia di Laurent Boutonnat (2007)
- Just Anybody (Le Premier Venu), regia di Jacques Doillon (2008)

### Televisione
- Ferbac (serie tv), episodio Ferbac et le festin de miséricorde (1994)
- Un arbre dans la tête (telefilm) (1996)
- Il commissariato Saint Martin (PJ) (serie tv), stagione 1, episodio Racket (1997)
- Un goût de sel (telefilm) (2003)
- Les Beaux Jours (telefilm) (2003)

## Riconoscimenti
- César 1991: Premio César per la migliore promessa maschile per Le Petit Criminel
- Festival international des programmes audiovisuels de Biarritz 1997: FIPA d'oro come migliore attore per Un arbre dans la tête